# 市川孝一
市川 孝一（いちかわ こういち）は、コミックマーケット準備会共同代表。COMIC1準備会初代代表。同人サークル「市川商店」主宰。

## 来歴
コミックマーケットにサークル・準備会スタッフとして参加。2005年まではコミックレヴォリューションの実務を取り仕切る。2006年、コミックレヴォリューションのスタッフを中心にCOMIC1準備会を立ち上げ、代表に就任。同年9月30日、コミックマーケット準備会代表の米澤嘉博が体調不良により退任したことで、安田かほる・筆谷芳行とともに共同代表に就任。2013年、COMIC1準備会代表を退任。

## 人物
- 市川をモデルとしたキャラクターが平野耕太の作品（大同人物語をはじめ複数）に登場している。